# Liran Liany
Liran Liany (in ebraico לירן ליאני‎?; 24 maggio 1977) è un arbitro di calcio israeliano.

## Carriera
Divenuto internazionale nel 2010, arbitra il suo primo match in Europa il 14 luglio 2011, tra Kecskemét e Aqtöbe valido per le qualificazioni di Europa League. Nel 2011 diventa arbitro di categoria 2 UEFA.